# 552420 Flodubeyjames
552420 Flodubeyjames este o planetă minoră (asteroid) din centura de asteroizi. A fost descoperită pe 28 decembrie 2013 la  de Norman Falla⁠(d). 
Obiectul prezintă o orbită caracterizată de o semiaxă mare de 3,1543520969182 UAi, o excentricitate de 0,13458960877944, o înclinație de 9,4940700116494 ° în raport cu ecliptica.